# Mangrovevisslare
Mangrovevisslare (Pachycephala cinerea) är en asiatisk fågel i familjen visslare inom ordningen tättingar, den allra mest västligt förekommande i familjen.

## Utseende
Visslare är rätt bastanta tättingar med kraftiga näbbar och stora huvuden (släktesnamnet Pachycephala betyder just "tjockt huvud"). Mangrovevisslaren är 17 centimeter lång och oansenlig till dräkten med gråbrun ovansida och bröst och kraftig svart näbb.

## Utbredning och systematik
Mangrovevisslaren förekommer från Indien till Myanmar, Andamanöarna, Stora Sundaöarna samt Palawan. Den är därmed den art i familjen som förekommer längst västerut. Mangrovevisslaren delas in i två underarter med följande utbredning:
- Pachycephala cinerea cinerea – nordöstra Indien till Indokina och Stora Sundaöarna
- Pachycephala cinerea plateni – Palawan i västra Filippinerna

Arten kallades tidigare Pachycephala grisola, men det namnet är beskrivet utifrån ett svårdefinierat typexemplar som dessutom är försvunnet. Den har tidvis behandlats som samma art som de filippinska brunbröstad visslare (Pachycephala homeyeri) och grönryggig visslare (Pachycephala albiventris), men skiljer sig både i utseende och biotop. Underarten plateni har föreslagits utgöra en egen art.

## Levnadssätt
Fågeln förekommer som namnet avslöjar i mangrove och tilliggande kustnära växtlighet, inklusive Casuarina-skogar. Den lever av insekter som den fångar antingen på flugsnapparmanér eller genom att plocka från grenar och trädstammar. Fågeln ses ofta i blandade artflockar. Den häckar från april till juli i Indien, mars till juni i Sydostasien och i april på Java.

## Status och hot
Arten har ett stort utbredningsområde och en stor population med stabil utveckling och tros inte vara utsatt för något substantiellt hot. Utifrån dessa kriterier kategoriserar internationella naturvårdsunionen IUCN arten som livskraftig (LC). Världspopulationen har inte uppskattats men den beskrivs som ganska vanlig i Indien och Andamanöarna, dock mindre vanlig till lokalt vanlig i Sydostasien och sparsam i Singapore.